# 眞鍋かをりの特命少女
眞鍋かをりの特命少女（まなべかをりのとくめいしょうじょ）は、2003年4月6日から2004年3月28日まで毎日放送ラジオ（MBSラジオ）で毎週日曜日の23:55 - 24:25に放送されていたラジオ番組。

## 概要
2003年4月に番組スタート。2003年3月まで放送していた「オレたちやってま～す」の流れを汲んだ番組である。
眞鍋が毎日放送ラジオを盛り上げる宣伝部長になり、特命少女オーディションなど様々な企画を行った。
2004年3月に放送が終了。眞鍋は当番組の終了後、毎日放送ラジオへの出演はなかったが終了から5年後の2009年4月に「やきぐりバンバン」で復帰した。

## 出演者
- 眞鍋かをり

## 放送時間
- 毎週日曜日23:55 - 翌0:25